# Cloak & Dagger (seriál)
Marvel's Cloak & Dagger, či zkráceně Cloak & Dagger, je americký televizní seriál od Joea Pokaskiho, založený na stejnojmenných hrdinech Marvel Comics. Seriál je umístěn v Marvel Cinematic Universe (MCU) a sdílí kontinuitu s filmy a seriály MCU. Je produkován společností Marvel Television ve spolupráci s firmou ABC Signature Studios, přičemž showrunnerem je Joe Pokaski.
První řada má deset dílů. První a druhý díl byl vysílán dne 7. června 2018 na stanici Freeform. Poslední díl se vysílal dne 2. srpna. Seriál se setkal s pozitivní reakcí kritiků, především si pochvalovali výkon Olivie Holt a Aubreyho Josepha, umístění v New Orleans a příběh. Stanice objednala druhou řadu v červenci 2018. Ta měla premiéru dne 4. dubna 2019. Dne 24. října 2019 byl seriál službou Netflix zrušen.

## Synopse
Tandy Bowen a Tyrone Johnson, dva mladiství z různých prostředí, získají super schopnosti a postupem času mezi nimi vzniká romantický vztah. Brzy si uvědomí, že jejich schopnosti fungují lépe když jsou spolu.

## Obsazení

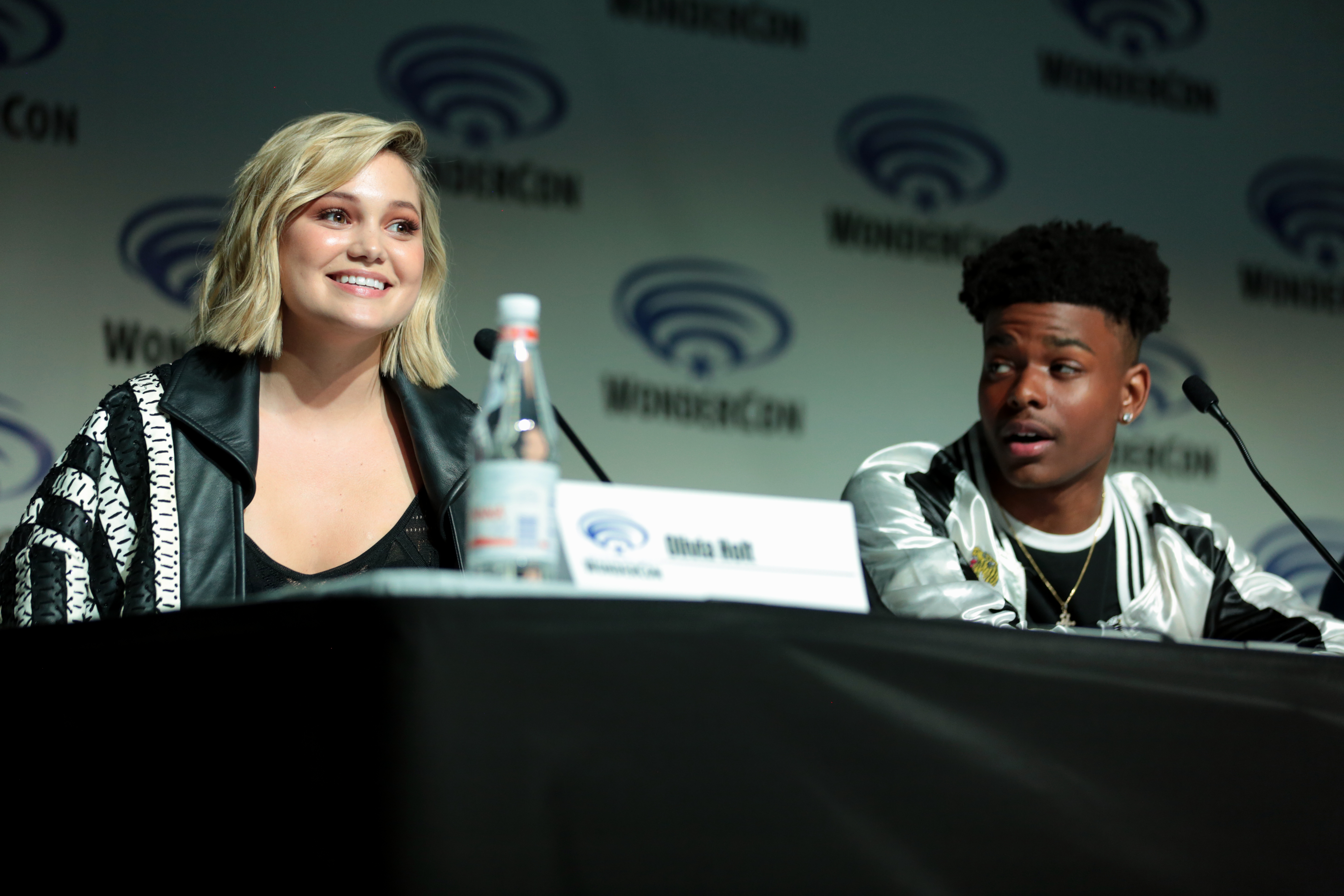
Olivia Holt a Aubrey Joseph na WonderConu v roce 2018

### Hlavní role
- Olivia Holt jako Tandy Bowen / Dagger: puberťačka, která je propojena s Tyronem Johnsonem díky jedné tragédii z dětství. Její schopností je vytváření světelných dýk.[6]
  - Rachel Ryals jako malá Tandy Bowen
- Aubrey Joseph jako Tyrone Johnson / Cloak: puberťák, který je propojený s Tandy Bowen díky jedné tragédii z dětství. Jeho schopností je pohlcení a přesunutí ostatních do temné dimenze.[6]
  - Maceo Smedley II jako malý Tyrone Johnson
- Gloria Reuben jako Adina Johnson: Tyronova matka.[7]
- Andrea Roth jako Melissa Bowen: matka Tandy.[7]
- J.D. Evermore jako James Connors: detektiv s tajemstvím.[7]
- Miles Mussenden jako Otis Johnson: Tyronův otec.[7]
- Carl Lundstedt jako Liam Walsh: přítel Tandy.[7]
- Emma Lahana jako Brigid O'Reilly / Mayhem: detektivka.
- Jaime Zevallos jako Delgado

### Vedlejší role
- Wayne Péré jako Peter Scarborough: ředitel Roxxon Gulf.
- Noëlle Renée Bercy jako Evita Fusilier: kamarádka Tyrona.
- Lane Miller jako Fuchs: strážník Newyorské policie.
- Angela Davis jako Chantelle: teta Evity.
- Dalon J. Holland jako Duane Porter
- Andy Dylan jako Nathan Bowen: otec Tandy, který zemřel při autohavárii.
- Ally Maki jako Mina Hess
- Tim Kang jako Ivan Hess: otec Miny.

### Hostující role
- Marqus Clae jako Billy Johnson: Tyronův starší bratr.
- Gary Weeks jako Greg: přítel Melissy.
- Mike Donovan jako Rick Cotton
- Dalton E. Gray jako Benny
- Luray Cooper jako Roland Duplantier
- Gralen Banks jako Choo Choo Broussard
- Vanessa Motta jako profesionální zabiják
- Brooklyn McLinn jako Andre Sechaine
- Dishad Vadsaria jako Lia Dewan
- Cecilia Leal jako Mikayla Bell

## Vysílání
| Řada | Díly | Premiéra v USA  | Premiéra v USA  |
| Řada | Díly | První díl       | Poslední díl    |
| ---- | ---- | --------------- | --------------- |
| 1    | 10   | 29. března 2018 | 24. května 2018 |
| 2    | 10   | 4. dubna 2019   | 30. května 2019 |

## Ocenění a nominace
| Rok  | Ocenění            | Kategorie                   | Nominovaní     | Výsledek  |
| ---- | ------------------ | --------------------------- | -------------- | --------- |
| 2018 | Teen Choice Awards | televizní objev roku: pořad | Cloak & Dagger | nominace  |
| 2018 | Teen Choice Awards | letní televizní hvězda      | Olivia Holt    | vítězství |
| 2018 | Teen Choice Awards | letní televizní hvězda      | Aubrey Joseph  | nominace  |